# Fantom Opere (2004.)
Fantom Opere (eng. The Phantom of the Opera) je britansko-američki glazbeni dramski film iz 2004., temeljen na istoimenom mjuziklu Andrewa Lloyda Webbera iz 1986. godine, koji je zauzvrat zasnovan na francuskom romanu Gastona Lerouxa Le Fantôme de l'Opéra. U produkciji i koautorstvu Lloyda Webbera, a u režiji Joela Schumachera, glume Gerard Butler u glavnoj ulozi te Emmy Rossum, Patrick Wilson, Miranda Richardson, Minnie Driver i Jennifer Ellison.
Film je najavljen već 1989., ali produkcija nije započela do 2002. zbog razvoda Lloyda Webbera i Schumacherove zauzete karijere. Snimljen je u cijelosti u Pinewood Studios, dok je scenografija stvorena minijaturama i računalnom grafikom. Rossum, Wilson i Driver imali su iskustva s pjevanjem, ali Butler ih nije imao te su mu bile osigurani satovi pjevanja prije snimanja. Fantom Opere prikupio je 154,6 milijuna dolara širom svijeta i dobio je miješane i negativne kritike kritičara, dok je među publikom bio izuzetno dobro prihvaćen. Kritičari su pohvalili vizuale i glumu (osobito Rossumov nastup), ali kritizirali su pisanje i režiju.

## Radnja
U Parizu 1919. godine održana je javna aukcija radi čišćenja svodova napuštenog opernog kazališta, te za vrijeme prodaje ostarijeli Viscount Raoul de Chagny uspijeva nadmašiti također ostarijelu Meg Giry za papier-mâche glazbenu kutijicu u obliku majmuna. Autor prikazuje razbijeni luster, spominjći  "neobični događaj s Fantomom opere". Kako se luster uzdiže do krova, priča se prebacuje u 1870. godinu.
Kazalište se priprema za izvedbu velike opere Hannibal na čelu sa sopranisticom Carlottom Giudicelli. Kazališni menadžer Monsieur Lefèvre planira se povući, te kazalište prepušta Richardu Firminu i Gillesu Andréu. Carlotta odbija nastupiti nakon tri godine mučenja sa strane kazališnog "duha", tajanstvenog lika za kojeg se kaže da živi u katakombama ispod zgrade. Suočavajući se s otkazivanjem predstave, Madame Giry, instruktorica baleta, sugerira da se plesačica Christine Daaé postavi za glavnu glumicu. Christine pokazuje svoje pjevačke talente i veliki je uspjeh na otvaranju večeri.
Nakon uspješnog nastupa Christine ispriča Girinoj kćeri Meg da je podučava tajanstveni tutor kojeg naziva "Anđeo glazbe". Christine se ponovno susreće s Raoulom, novim zaštitnikom kazališta, njezinoj ljubavi iz djetinjstva, ali on ne vjeruje u njezine priče o tajnovitom duhu. Te noći, maskirani Fantom se prvi puta pojavljuje pred Christine, odvodeći je do njegove podzemne jazbine. Priznaje joj svoju ljubav prema njoj, ali kada ona iz radoznalosti skine njegovu masku, on burno reagira. Ona mu vrati njegovu masku nakon čega je Fantom vrati neozlijeđenu u kazalište, ali naređuje menadžerima da je ponovno postave u Il Mutou. Međutim, upravitelji umjesto toga odabiru Carlottu.
Tijekom izvođenja, Fantom kvari Carlottin nastup, te ponovno Christine ulazi. No kada Fantom naiđe na pozornika Josepha Buqueta koji ga je vidio kako kvari nastup ovoga objesi iznad pozornice. Christine i Raoul bježe na krov, gdje izjavljuju svoju ljubav jedni prema drugima. Fantom, prisluškiva, i obećaje osvetu.
Tri mjeseca kasnije, 1871. godine, na novogodišnjem maskirnom balu, Christine i Raoul najavljuju svoje zaruke. Odjednom Fantom prekida bal i naređuje da se izvede njegova vlastita opera Don Jouan Triumphant. Vidjevši Christinin zaručni prsten, Fantom bježi na što ga Raoul slijedi, ali Giry ga zaustavi. Giry objašnjava da je, kad je bila tinejdžerka, upoznala Fantoma, deformiranog mladića, kojeg su u cirkuskim predstavama predstavljali kao 'Đavosko dijete' i kojeg je vlasnik zlostavljao. Kada se Fantom pobunio i zadavio čovjeka na smrt, Giry mu je pomogla da izbjegne rezultirajuću rulju i sakrila ga unutar opere. Christine posjećuje grob svog oca dok se Fantomom predstavlja kao njegov anđeo da bi je pridobio za sebe, ali Raoul intervenira.
Raoul i menadžeri planiraju uhvatiti Fantoma tijekom izvedbe njegove opere. Fantom ubija Carlottinog ljubavnika Ubaldo Piangia, i zauzima njegovo mjesto kao muško vodstvo da pjeva nasuprot Christine. Tijekom svog strastvenog dueta, Christine razotkriva Fantoma, otkrivajući njegove deformitete prestravljenoj publici, nakon ćega ju on odvlači u katakombe, srušavajući luster, dok se rulja sprema za lov na Fantoma. Giry vodi Raoula do katakombe kako bi spasio Christine.
Fantom natjera Christine da nosi vjenčanicu i predlaže brak. Christine priznaje da se ne boji Fantoma zbog njegove pojave, već zbog njegovog bijesa i spremnosti na ubojstvo. Raoul stiže, no Fantom prijeti da će ga ubiti ako se Christine ne uda za njega. Christine, sažalivši Fantoma, ga poljubi. Potaknut njezinom dobrotom, Fantom dopušta ljubavnicima da pobjegnu. Prije odlaska Christine daje Fantomu svoj prsten u znak sjećanja. Fantom pronalazi utjehu kod majmuna od papier-mâché, ali nestaje u trenutku pojavljivanja rulje, te Meg pronalazi njegovu odbačenu masku.
Godine 1919. stariji Raoul obilazi Christinin nadgrobni spomenik, stavljajući majmuna pred njega. Prije odlaska primijeti svježe položenu ružu s Christininim prstenom, nagovještavajući da je Fantom živ i da je još uvijek voli.

## Glumačka postava
- Gerard Butler kao Fantom
- Emmy Rossum kao Christine Daae
- Patrick Wilson kao Raoul de Chagny
- Miranda Richardson kao Madame Giry
- Minnie Driver kao Carlotta Giudicelli

## Produkcija

### Razvoj projekta
Warner Bros. kupio je filmska prava početkom 2008. godine, čime je Andrew Lloyd Webber predao potpunu umjetničku kontrolu. Unatoč interesu ravnatelja s A-popisa, Lloyd Webber i Warner Bros. odmah su angažirali Joela Schumachera za režiju; Lloyd Webber bio je impresioniran Schumacherovom upotrebom glazbe u filmu The Lost Boys. Njih dvoje su iste godine napisali scenarij, a Michael Crawford i Sarah Brightman bili su odabrani da repriziraju svoje uloge iz izvorne scenske produkcije. Snimanje je trebalo započeti u Pinewood Studios u Engleskoj u srpnju 1990., s proračunom od 25 milijuna dolara.
Međutim, datum početka pomaknut je za studeni 1990. u objema studija Babelsberg u Münchenu, Njemačkoj i Barrandov Studios u Pragu, Češka. Produkcija za film zaustavljena je razvodom Lloyda Webbera i razvoda Brightmana. "Sve se u zapetljalo u raspravama", priznao je Schumacher. "Tada mi je karijera krenula i stvarno sam bio zaposlen." Kao rezultat toga, Fantom opere kasnio je u razvoju za Warner Bros tijekom 1990-ih. U veljači 1997. Schumacher je razmišljao o povratku, ali na kraju je odustao u korist Batman Unchained, Runaway Jury i Dreamgirls. Studio je želio pridobiti John Travolta za glavnu ulogu, ali održao je i rasprave s Antoniom Banderasom, koji je započeo vokalnu pripremu i otpjevao ulogu Fantoma u TV specijalu Andrew Lloyd Webber: Royal Albert Hall Celebration.
Schumacher i Lloyd Webber pokrenuli su razvoj za The Phantom of the Opera u prosincu 2002. Tada je objavljeno u siječnju 2003. da je Lloyd Webber-ova Really Useful Group kupila filmska prava od Warner Bros-a, pokušavajući samostalno producirati Fantom opere. Kao rezultat toga, Lloyd Webber uložio je 6 milijuna dolara vlastitog novca. Fantom opere proizveden je na 55 milijuna dolara proračuna. Daljnjih 15 milijuna dolara iskorišteno je za marketing, čime je konačni proračun dosegao 70 milijuna dolara. Warner Bros. dobili su prvi posao za distribuciju; studio se prijavio tek u lipnju 2003. godine, kada je izabrana glavna uloga.

### Dodjela uloga
Hugh Jackmanu ponuđena je prilika za audiciju za Fantom, ali suočio se s konfliktom zakazivanja zbog snimanja filma Van Helsing. "Zvali su me da pitaju o mojoj dostupnosti", objasnio je Jackman u intervjuu iz travnja 2003., "vjerojatno i oko 20 drugih glumaca. Nažalost, nisam bio dostupan. Dakle, to je bilo šteta." "Trebao nam je netko tko ima malo senzibiliteta za rock and roll", objasnio je Andrew Lloyd Webber. "Mora biti pomalo grub, pomalo opasan; ne uobičajen pjevač. Fantom privlači Christine jer je prava strana opasnosti." Redatelj Joel Schumacher bio je impresioniran nastupom Gerarda Butlera u Dracula 2000. Prije audicije, Butler nije imao profesionalnog pjevačkog iskustva i uzeo je samo četiri glasne lekcije prije nego što je za Lloyda Webbera otpjevao "Glazbu noći".
Katie Holmes, koja je započela surađivati s vokalnim trenerom, bila je glavna kandidatkinja za ulogu Christine Daaé u ožujku 2003. Kasnije ju je 2004. zamijenila Anne Hathaway, sopranistica klasične obuke. Međutim, Hathaway je odustala od uloge jer je se snimanje filma preklapao s Odjednom princeza 2: Kraljevske zaruke, za koji je ona bila ugovorno obvezana. Hathaway je tada zamijenjena s Emmy Rossum. Glumica je oblikovala odnos između Fantoma i Christine po odnosu Suzanne Farrell i Georgea Balanchine. Patrick Wilson glumi Raoula na temelju svoje dosadašnje karijere u Broadwayu. Za karakter Carlotte, Minnie Driver osmislila je svoj rad na uzor kao egoističnu prima donnu. Unatoč nedostatku pjevačkog iskustva, Schumacher je odabrao Ciarána Hindsa kao Richarda Firmina; njih dvoje prethodno su radili zajedno na Veronica Guerin. Ramin Karimloo se također nakratko pojavljuje kao portret Gustavea Daaéa, Christininog oca. Karimloo je kasnije igrao i Fantom, kao i ulogu Raoula na londonskom West Endu.

### Snimanje
Glavno snimanje trajalo je od 15. rujna 2003. do 15. siječnja 2004. Film je snimljen u cijelosti pomoću osam zvučnih pozornica u studijima Pinewood, gdje je na pozadini Pinewood izgrađena donja polovina vanjske strane Palais Garnier. Gornja polovica izvedena je kombinacijom računalno generiranih slika (CGI) i modela razmjera koji je kreirao Cinesite. Okolna pariškog obrisa za „Sve što te pitam“ bila je u cijelosti načinjena od mat slika. Cinesite je također stvorio minijaturni luster koji pada, jer je model u životnoj veličini bio prevelik za stvarni set.
Na dizajnera produkcije Anthony D. G. Pratta utjecao je francuski arhitekt Charles Garnier, dizajner izvorne pariške operske kuće, kao i Edgar Degas, John Singer Sargent, Gustave Caillebotte, Bratstvo pred Rafaelita i Dante Gabriel Rossetti. Schumachera su inspirirali Ljepotica i zvijer Jeana Cocteaua (1946), gdje je hodnik obložen rukama s kandelabrima. Groblje se temeljilo na Père Lachaise i Montparnasse. Kostimografkinja Alexandra Byrne koristila je ograničenu paletu crnih, bijelih, zlatnih i srebrnih boja za maskirni bal.

## Kritike
Film je dobio mješane i negativne kritike filmskih kritičara, ali i vrlo pozitivne kritike od strane publike. Rotten Tomatoes daje 32% trulih s prosječnom ocjenom 5/10. "Glazba noći pogodila je neku kiselu notu: Kritičari nazivaju adaptaciju popularnog mjuzikla Andrew Lloyd Webbera povijesno, dosadno i da mu nedostaju i romantika i opasnost", navodi se u konsenzusu. "Ipak, neki su film pohvalili zbog čistog spektakla". Za usporedbu, Metacritic je izračunao prosječnu ocjenu 40/100 od svojih 39 prikupljenih pregleda. Publika koju je ispitivao CinemaScore dala je filmu prosječnu ocjenu „A“ na ljestvici od A do F, dok trenutno na IMDB-u ima ocjenu 7,3/10.
Unatoč tome što je bio impresioniran glumačkom postavom, Jonathan Rosenbaum iz Chicaga Reader napisao je da "tinejdžerska romansa i pjevanje u stilu operete zamjenjuju elemente horora poznate filmašima, a redatelj Joel Schumacher zastira sve ostatke klasičnog scenskog spektakla istim diskografskim prekomjernim iskustvom kojeg je dodjelio i u Batman Forever. " Stephanie Zacharek iz Salon.com vjerovala je da Phantom iz Opere "uzima sve što nije u redu s Broadwayom i stavlja ga na veliki ekran u zaluđenoj mrlji".
U mješovitoj recenziji za Newsweek, David Ansen pohvalio je Rossumovu glumu, ali kritizirao je filmaše zbog njihove usredotočenosti na vizualni dizajn, a ne predstavljanja kohezivne priče. "Njegov kičast romantizam dosadio mi je na Broadwayu i dosadno mi je ovdje - možda nisam najpouzdaniji svjedok. Ipak si mogu zamisliti više privlačnog, karizmatičnog Fantoma od Butlerovog. Međutim, budite sigurni, neopucinijske pjesme Lloyda Webbera su reprizirane i reprizirane i reprizirane sve dok se ne garantira da ćeš pjevati.“ Owen Gleiberman iz časopisa Entertainment Weekly vjerovao je da Schumacher nije dao dovoljno dimenzije u prilagodbi Fantoma opere. "Schumacher, čovjek koji je dodao bradavice Batmanovom odijelu, besprijekorno je namještao Phantom, kao da je njegov posao prianjati publiku uz svaku notu".
Roger Ebert, koji je filmu dao tri zvijezde od četiri, obrazložio je da je "dio užitka u gledanju filma čisti spektakl - samo sjediti i gledati sjajne stvari i znati da izgleda sjajno. Nije bilo puno što je Schumacher mogao učinili s pričom ili glazbom koja mu je predana, ali na područjima nad kojima je vladao, on je trijumfovao. " Nasuprot popularnosti broadwayskog mjuzikla, Michael Dequina iz časopisa Film Threat objasnio je da "dočarava ovu neobjašnjivu čaroliju koja ostavlja publiku tužnom, sentimentalnom, zaluđenom, nasmijanom - na neki način prevođenom i premještenom. Sada, u Schumacherovom filmu, to čarolija živi dalje. "

## Vanjske poveznice
- Fantom Opere u internetskoj bazi filmova IMDb-a
- Fantom Opere na Rotten Tomatoes
- Fantom Opere na Box Office Mojo